# ASP.NET

ASP.NET este o tehnologie Microsoft pentru crearea de aplicații web și servicii web. ASP.NET este succesorul lui ASP (Active Server Pages) și beneficiază de puterea platformei de dezvoltare .NET, și de setul de instrumente oferite de mediul de dezvoltarea al aplicației „Visual Studio .NET”. 
Cateva dintre avantajele ASP .NET sunt:
- ASP .NET are un set larg de componente, bazate pe XML, oferind astfel un model de programare orientat obiect (OOP).
- ASP .NET ruleaza cod compilat, ceea ce crește performanțele aplictiei web. Codul sursa poate fi separat în două fișiere, unul pentru codul executabil, iar un altul pentru conținutul paginii (codul HTML și textul din pagină) .
- .NET este compatibil cu peste 20 de limbaje diferite, cele mai utilizate fiind C# și Visual Basic.